# Villa Pegau

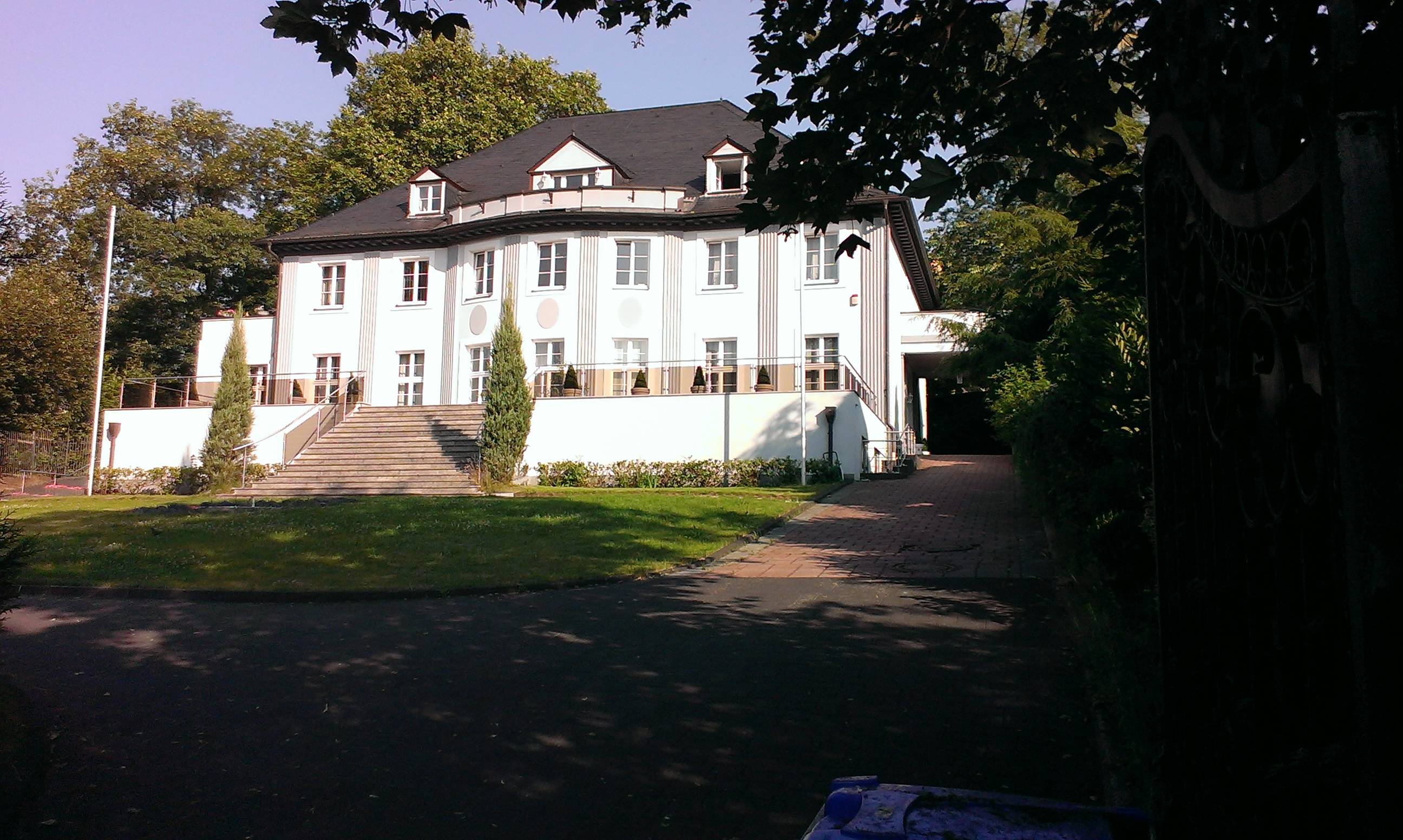
Villa Pegau / „Villa Vera“

Die Villa Pegau ist eine großbürgerliche Villa in Wetter an der Ruhr, Kaiserstraße 151. Am 25. September 1991 wurde sie unter der Denkmalnummer 30 in die Denkmalliste von Wetter aufgenommen. Nach umfangreicher Restaurierung trägt sie seit Anfang 2014 den Namen Villa Vera. In ihr finden verschiedene Veranstaltungen statt, sie wird auch für private Feiern vermietet.

## Geschichte
Die Villa wurde um 1914 im Auftrag des Unternehmers Carl Bönnhoff, Inhaber der Gießerei Carl Bönnhoff, als Wohnhaus für seine Tochter und seinen Schwiegersohn Pegau errichtet.
Nach dem Zweiten Weltkrieg nutzte die britische Rheinarmee, die in Wetter Panzer-Werkstätten unterhielt, die Villa als Offizierskasino.
Nach dem Abzug der britischen Rheinarmee aus Wetter im Jahr 1989 befand sich die Liegenschaft in Privatbesitz, auch wurde sie zeitweise als Geschäftssitz genutzt. Seit 2011 ist die Villa im Besitz neuer privater Investoren.